# Lucifer Morningstar
Lucifer Morningstar (en español: Lucifer, Estrella de la Mañana), (también conocido como Samael antes de su destierro del cielo) es un personaje ficticio y protagonista principal de la serie de televisión de comedia dramática de fantasía urbana Lucifer. El personaje es interpretado por el actor galés Tom Ellis y está basado en el protagonista de la serie de cómics The Sandman junto con su propia serie derivada, ambas publicadas por la editorial Vertigo de DC Comics. El personaje está basado en el Diablo del cristianismo que ha llegado a Los Ángeles para unas vacaciones del Infierno con su ex amante y compañera, la demonio Mazikeen, para dirigir un club nocturno. 
El personaje fue adaptado para la televisión por Joe Henderson como productor ejecutivo de una serie basada en el personaje de Sandman, Lucifer, con Ellis elegido para desempeñar el papel principal en febrero de 2015. La actuación de Ellis ha sido particularmente elogiada por la crítica y el personaje se ha convertido en uno de los favoritos de los fanáticos entre muchos. 

## Papel en la serie
Samael es un arcángel caído que, después de liderar una rebelión fallida contra el Cielo, fue desterrado por Dios para servir como Señor del Infierno. Después de su caída, cambió su nombre a Lucifer. Se muestra que Lucifer tiene un profundo resentimiento hacia su padre por eso, así como hacia su madre por no hacer nada.
Lucifer inició su colaboración y participación con la detective de policía Chloe Decker tras presenciar el asesinato de una conocida suya. Al finalizar la ayuda en su primer caso, se da cuenta de que es capaz de castigar a los pecadores como hacia en el infierno pero ahora en la Tierra. Sin embargo, con el infierno sin gobernante su hermano Amenadiel desciende del cielo  por orden de Dios en su búsqueda, para tratar de convencerlo para que retorne al Inframundo. Lucifer se niega a ello, y quiere continuar su aventura junto a la Policía de Los ángeles. Gracias a su poder, con el que puede averiguar los deseos más profundos de las personas, consigue engatusar a todo aquel que le rodea para así poder hacer todo lo que él quiera. Pero este gran poder no le sirve en absoluto contra la detective Chloe Decker, que es la única humana sobre la Tierra capaz de resistirse a los encantos de Lucifer.  
Esto le perturba mucho, por lo que comienza a tener un gran interés en la inspectora y quiere sobre todo averiguar el porqué de este suceso y por ello no se separa de ella y la sigue en todas sus investigaciones. La actitud de Lucifer de superioridad, siendo tan engreído y con un gran carisma hace que no pase para nada desapercibido y que la detective no lo tome en serio cada vez que afirma ser el rey del infierno. La inmortalidad, es una de sus otras características, a excepción de armas forjadas en el infierno o en el cielo nada puede herirlo ni hacerle sangrar. No obstante, cuando empieza a desarrollar sentimientos románticos hacia la detective, su debilidad se hace presente y siempre que está cerca de ella es vulnerable y puede ser herido como un humano.  
A pesar de no querer afrontar esos sentimientos y de querer ocultarlos, es incapaz de estar lejos de la inspectora hasta el punto de poner su vida en peligro por protegerla. Cuando al fin su verdadera identidad es revelada a la detective Chloe Decker esta huye espantada, cosa que hace que cualquier relación entre ellos sea imposible y que Lucifer tome caminos turbios y trate de olvidarla por todo los medios.

## Poderes
Los poderes que Lucifer muestra a lo largo de la serie son:
- Su presencia es como un espejo para los mortales en él ven sus deseos prohibidos y una manera de hacerlos realidad.
- Todo aquel que le ve a los ojos revelará sus deseos y secretos más ocultos.
- Fuerza sobrehumana.
- Inmortalidad.
- Capacidad de volar.
- También nos presenta la habilidad de persuasión.

## Relaciones
- Chloe Decker
Es su compañera de trabajo, por la que comienza sentir y desarrollar unos sentimientos románticos que jamás había experimentado. A pesar de amarla, es incapaz de transmitirle este sentimiento porque no cree ser correspondido y no quiere dañarla, además de no sentirse merecedor de su amor. Siempre está junto a ella, a pensar de que su presencia lo hace vulnerable y puede morir, y la protege porque es incapaz de verla sufrir. Poco a poco, los sentimientos hacia ella se intensifican más y más hasta que son revelados, pero su relación sigue un camino muy complejo e inestable.
- Amenadiel
Es su hermano, pero tienen una mala relación, puesto que este obedece a su padre y Lucifer se niega a responder a las órdenes de este.  Al principio su relación se basa en ignorarle, no obedecerle, hace creer que no le importa pero conforme va avanzando el tiempo este le ayuda en muchas de sus tareas como detective así como la de proteger a la detective Decker. Es por esto por lo que poco a poco su relación se hace más llevadera y comienzan a entablar una verdadera relación de hermanos, en la que se ayudan mutuamente y se dan consuelo en tiempos difíciles. 
- Mazikeen
Tienen una relación estrecha y sexual, han vivido durante décadas juntos en el infierno y por ello tienen las mismas preferencias: la fiesta, el alcohol y la diversión. A pesar de ello, conforme Lucifer avanza y va cambiando su forma de ser y sus sentimientos, esta relación se ve fuertemente afectada y se resiente, puesto que se vuelven seres muy diferentes.  Sin embargo, sigue existiendo un sentimiento de cariño entre ellos, a pesar de no estar tan unidos como al comienzo y de no depender tanto el uno del otro. 
- Linda Martin
Es la terapeuta de Lucifer, al inicio solo le hace terapia a cambio de sexo. Esta cree que este se expresa con metáforas, pero al descubrir su verdadera identidad esta se asusta y pasa un tiempo alejada de él. Poco a poco, acepta su identidad y vuelve a hacerle terapia y van forjando una relación de amistad mucho más allá del ámbito profesional.

## Creación y concepción
Lucifer de Neil Gaiman se inspiró en parte en David Bowie, pero los creadores del programa decidieron no intentar imitar a Bowie. Tom Ellis vio al personaje con insíraciones de los de Oscar Wilde o Noël Coward «con un espíritu de rock and roll añadido», acercándose a su interpretación como si fuera el «hijo amoroso de Noël Coward y Mick Jagger, con una pizca del actor británico Terry-Thomas.».

## Recepción
Ellis recibió elogios por su actuación como Lucifer Morningstar. Dan Wickline de Bleeding Cool elogió la versión sarcástica e ingeniosamente encantadora de Ellis sobre el Diablo, al afirmar que «el programa en sí es agradable debido al gran diálogo y la impecable entrega de su protagonista» y «Esta versión de Lucifer se niega a tomar casi cualquier cosa en serio y el programa es mejor por eso.». Max Nicholson de IGN calificó el episodio piloto con un 6.9/10, elogiando la actuación de Tom Ellis como Lucifer y el tono alegre de la serie, pero criticando la serie por ser esencialmente otra serie de procedimientos criminales.